# Cofradía de San Pascual Baylón (Valencia)

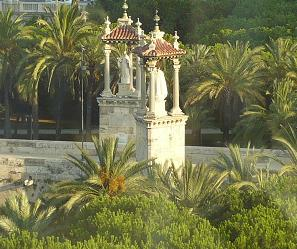
Altarcillos sobre el puente del Mar de Valencia, uno dedicado a San Pascual Baylón y otro a la Mare de Deu, por este puente se accedía al convento de San Juan de la Ribera.

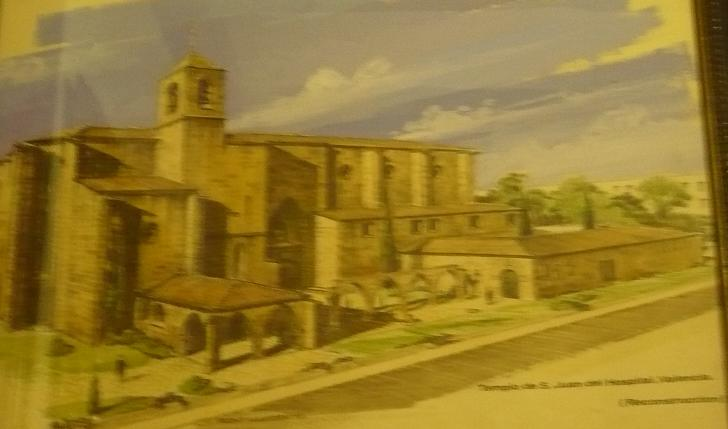
Conjunto de San Juan del Hospital.

También conocida como Muy Ilustre Cofradía de San Pascual Baylón, de Valencia.
La cofradía fue fundada en 1730 por una Bula papal de Clemente XI, su sede se encontraba en el Convento de San Juan de la Ribera de los Padres Franciscanos Alcantarinos.
En 1835, con la Desamortización de Mendizábal, los franciscanos fueron expulsados del convento y la cofradía pasó a la Iglesia de San Juan del Hospital (Valencia), volviendo a la Iglesia original cuando en 1845 se restituyó el culto. 
Años después, en 1865, el nuevo propietario del convento se apoderó de la sacristía y de la habitación del sacerdote, obligando nuevamente al traslado de la cofradía, en esta ocasión a la parroquia de Santo Tomás. 
Los cofrades, en su mayor parte de la barriada próxima al convento, reclamaron insistentemente su traslado a la ubicación original, consiguiendo su objetivo el 1 de mayo de 1880 gracias a un decreto de la Curia eclesiástica. La cofradía siguió en la iglesia del convento hasta 1898 que se trasladó a la nueva iglesia cuando se derribó aquella.
El 25 de febrero de 1943, por decreto del Arzobispo se trasladó a la Parroquia de San Pascual Baylón (Valencia) de nueva creación, donde continua hasta hoy.
la Cofradía tiene como privilegio que en toda la Diócesis de Valencia no podrá haber otra dedicada al Santo y recibe el nombre de Muy Ilustre por las altas personalidades que pertenecían a la misma.
Tiene como objetivo la cofradía:

fomentar el culto al Santísimo Sacramento y a San Pascual Baylón, transmitir la doctrina cristiana en nombre de la Iglesia; favorecer la práctica de los Sacarmentos y ejercer la caridad.

## Altar de la Cofradía
La cofradía tenía un altar de su propiedad en la Parroquia de San Juan de la Ribera desde 1902.
La talla fue realizada por el escultor Melitón Comes con un coste de 2.000 pesetas de su época.
Era el Altar Privilegiado Perpetuo. 
Los cofrades conseguían indulgencia plenaria confesando, comulgando y visitando el altar de San Pascual cuatro veces al año, el 26 de diciembre (San Esteban protomártir), el segundo día de Pascua de Resurrección, el 17 de mayo (San Pascual Baylón) y el 15 de agosto (día de la Asunción).
El 21 de julio de 1936 un incendio arrasó todo.

## Funcionamiento hasta los años 30
La estructura organizativa de la cofradía estaba constituida por:
- El Prior (un sacerdote, normalmente el párroco).
- Un secretario.
- Un tesorero.
- Un colector (cobrador).
- El capillero (encargado del altar).

La Junta estaba constituida por voluntarios que pagaban más cuota (5 pesetas frente a las 3 ordinarias). Estos pasaban por turnos a ser clavarios pagando de su bolsillo las fiestas y en los años de la guerra solamente la limosna del sermón de la fiesta principal.

## La fiesta histórica
La fiesta consistía en un novenario que se iniciaba diez días antes del primer domingo siguiente la 17 de mayo. Siendo día grande de la fiesta además del propio de San Pascual el domingo siguiente. 
El domingo de la fiesta de la Virgen de los Desamparados se suspendía el novenario y se asistía a la procesión de la patrona de Valencia. 
Durante los nueve días se organizaban grandes actos multitudinarios. El primer día comenzaba a las 5 de la tarde se realizaban distintas actividades religiosos. Los actos se sucedían incrementando su intensidad. 
El novenario seguía el siguiente orden: Exposición de S.D.M. trisagio, ejercicio de la novena, sermón, reserva y gozos del Santo.
Otras actividades que se realizaban consistían en volteos de campanas, recorrido de dulzainas por las calles y disparo de fuegos artificiales durante los nueve días, cuarenta horas de oración, una misa cantada con orquesta, serenata nocturna en la puerta de la parroquia, festejo popular conocido como "entrá de la murta" consistente en una gran cabalgata alegórica con carros adornados y artísticas grupas, que recorría os caminos hasta el Grao de la ciudad acompañada por una banda de música, una procesión claustral, disparo de una traca de grandes dimensiones que saliendo de la Iglesia de Santo Tomas recorría la calle del Mar, la Glorieta, el Llano del Remedio, el puente del mar, el camino del Grao terminando en la torre de la nueva iglesia, solemne procesión desde los cuarteles de San Juan de la Ribera y las preceptivas celebraciones eucarísticas.
Actualmente las fiestas son menos suntuosas en lo externo, siguen una estructura similar de los festejos, pero sin los grandes pasacalles, disparos monumentales de tracas y demás fuegos de artificio, con procesiones más austeras, sin dolçainers y grandes bandas de música y un recorrido más corto.

## La fiesta hoy y actividades
Todas las actividades son abiertas y están autorizadas por el párroco, se pueden desatacar las siguientes actividades:
- Jueves eucarísticos, turnos de vela todos los jueves del año mediante turnos de 18'30 a 20´00
- Dos misas mensuales el 2 y 17 de cada mes por la Cofradía y los difuntos de la misma.
- Novena de San Pascual Baylon (del 8 al 16 de mayo, a las 19:00).
- Fiesta de San Pascual Baylon el 17 de mayo.
- Fiesta y procesión del Corpus parroquial (jueves anterior al Domingo del Corpus).
- Participación de la Parroquia en la procesión del Corpus (Valencia).
- Elaboración de un boletín divulgativo sobre San Pascual y el Santísimo Sacramento.